# Mukhlid al-Otaibi
Mukhlid Mahil al-Otaibi (arabisch مخلد ماهل العتيبي, DMG Muḫlid Māhil al-ʿUtaibī; * 20. Juni 1976 in Ta'if) ist ein ehemaliger saudischer Leichtathlet, der sich auf den Langstreckenlauf spezialisiert hatte. Seine größten Erfolge waren der Gewinn der Goldmedaillen über 5000 und 10.000 Meter bei den Asienspielen 2002 in Südkorea.

## Sportliche Laufbahn
Erste internationale Erfahrungen sammelte Mukhlid al-Otaibi im Jahr 1999, als er bei den Juniorenasienmeisterschaften in Jakarta in 30:11,05 min die Goldmedaille im 10.000-Meter-Lauf gewann und sich über 5000 Meter in 14:46,89 min die Silbermedaille sicherte. Im Jahr darauf startete er über 10.000 Meter bei den Asienmeisterschaften ebenda, kam dort aber nicht ins Ziel. 2002 gewann er bei den Westasienspielen in Kuwait in 14:08,84 min die Silbermedaille im 5000-Meter-Lauf hinter dem Katari Khamis Abdullah Saifeldin und anschließend belegte er bei den Asienmeisterschaften in Colombo in 14:21,36 min den vierten Platz. Im Oktober nahm er erstmals an den Asienspielen in Busan teil und siegte hier in 13:41,48 min über 5000 Meter und sicherte sich in 28:41,89 min auch den Titel im 10.000-Meter-Lauf. Im Jahr darauf qualifizierte er sich über 5000 Meter für die Weltmeisterschaften nahe Paris und klassierte sich mit 13:38,92 min im Finale auf dem 14. Platz. 2005 gewann er bei den Islamic Solidarity Games in Mekka in 28:41,81 min die Silbermedaille über 10.000 Meter hinter dem Marokkaner Khalid El Aamri und anschließend belegte er bei den Weltmeisterschaften in Helsinki mit 13:35,29 min im Finale den neunten Platz. Daraufhin sicherte er sich bei den Asienmeisterschaften in Incheon in 29:04,85 min die Silbermedaille über 10.000 Meter hinter dem Katari Essa Ismail Rashed. Im Jahr darauf gelangte er bei den Hallenweltmeisterschaften in Moskau im 3000-Meter-Lauf bis ins Finale und belegte dort nach 7:52,91 min Rang acht. 2007 gewann er bei den Panarabischen Spielen in Kairo in 29:29,74 min die Bronzemedaille über 10.000 Meter hinter dem Bahrainer Ali Hasan Mahboob und Sultan Khamis Zaman aus Katar. Im darauffolgenden Jahr qualifizierte er sich über 5000 Meter für die Olympischen Spiele in Peking, verpasste hier aber mit 13:47,00 min den Finaleinzug.
Nach einem Jahr Wettkampfpause nahm er 2010 erneut an den Asienspielen in Guangzhou teil und belegte dort in 28:22,13 min den vierten Platz über 10.000 Meter. Im Jahr darauf gewann er bei den Panarabischen Spielen in Doha in 13:46,62 min die Bronzemedaille im 5000-Meter-Lauf hinter dem Marokkaner Soufiane Bouqantar und Ali Hasan Mahboob aus Bahrain, nachdem der ursprüngliche Sieger Abubaker Ali Kamal aus Katar wegen eines Dopingvergehens disqualifiziert wurde. Im Jahr darauf nahm er erneut an den Olympischen Spielen in London teil und gelangte mit 28:07,25 min auf Rang 17 über 10.000 Meter und verpasste über die kürzere Distanz mit 13:31,47 min den Finaleinzug. 2016 startete er nach einem vorzeitigen Karriereende ein weiteres Mal bei den Olympischen Spielen in Rio de Janeiro, wurde aber nachträglich wegen verpasster Dopingproben sowie dem Nachweis einer Modifikation von Erythropoetin (EPO) disqualifiziert und mit einer vierjährigen Sperre belegt, woraufhin er seine aktive sportliche Karriere beendete.

## Persönliche Bestzeiten
- 3000 Meter: 7:46,31 min, 14. Mai 2004 in Doha
  - 3000 Meter (Halle): 7:44,64 min, 11. Februar 2006 in Valencia (saudi-arabischer Rekord)
- 5000 Meter: 12:58,58 min, 23. Juli 2005 in Heusden-Zolder (saudi-arabischer Rekord)
- 10.000 Meter: 27:31,61 min, 9. Juni 2012 in Radès (saudi-arabischer Rekord)